# Barkley Marathons

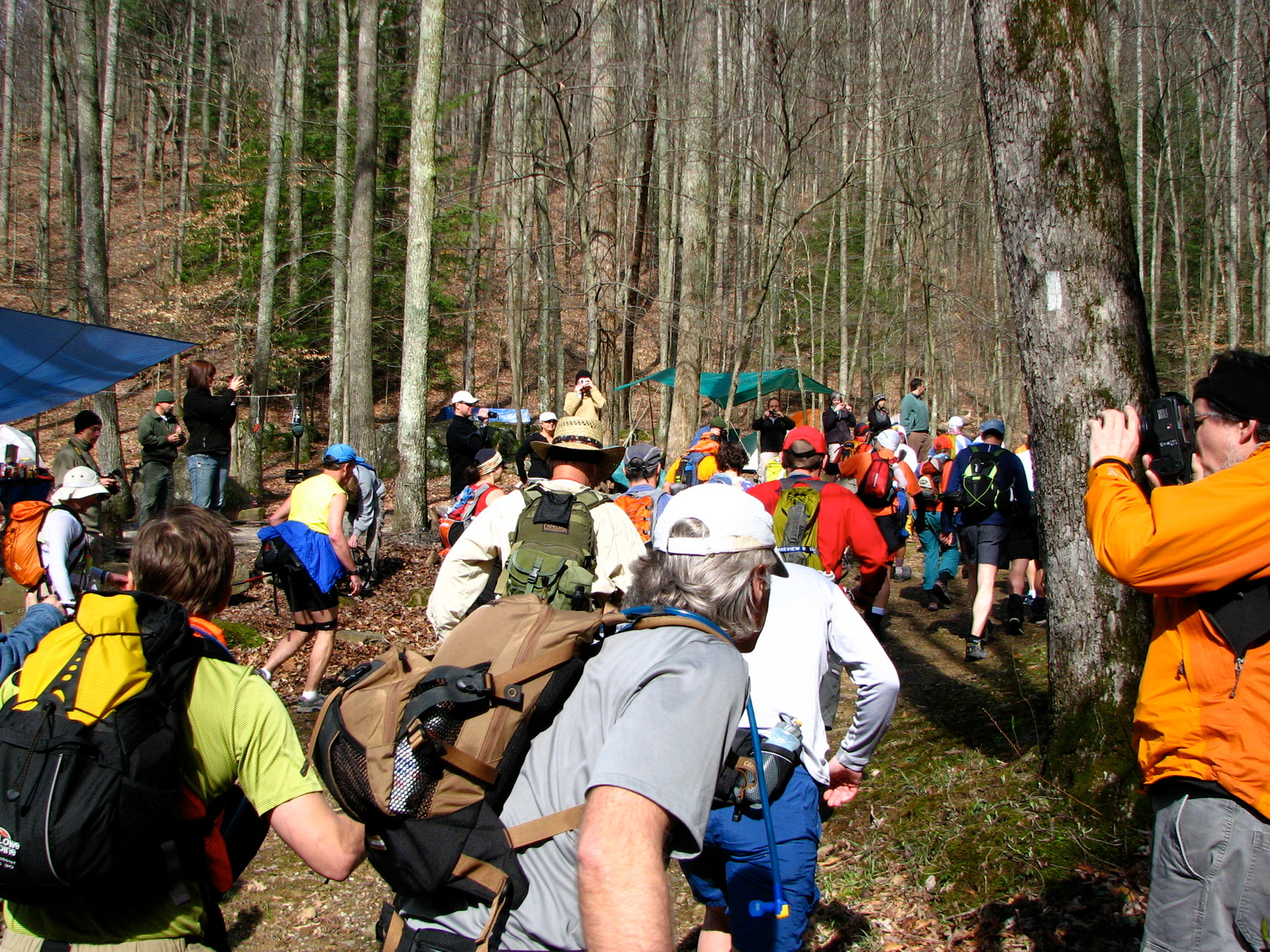
Start der 2009er Marathons

Als Barkley Marathons wird ein jährliches Ultramarathon-Rennen im Frozen Head State Park in Wartburg, Tennessee bezeichnet. Die gesamte Laufstrecke beträgt 100 Meilen (161 km), die in 60 Stunden gelaufen werden müssen; die als „Fun Run“ bezeichnete kurze Strecke ist 60 Meilen (97 km) lang und muss in 40 Stunden gelaufen werden. Der Wettbewerb findet Ende März oder Anfang April statt.

## Geschichte
Der Schöpfer und Organisator des Rennens ist Gary Cantrell, der auch das Backyard-Ultra-Format erschaffen hatte.
Die Idee zum Rennen kam ihm, nachdem James Earl Ray, der Mörder von Martin Luther King, 1977 aus dem im Frozen Head State Park gelegenen Gefängnis Brushy Mountain State Penitentiary ausgebrochen war. Da der Häftling auf seiner 55 Stunden langen Flucht nur 13 Kilometer zurücklegte, bemerkte Cantrell über dessen Leistung, er könnte in dieser Zeit mindestens 100 Meilen schaffen.
Cantrell benannte den Wettlauf nach seinem langjährigen Nachbarn und Laufkameraden, Barry Barkley. Der erste Lauf fand 1986 statt. 2002 fiel der Lauf aus, weil der Staat Tennessee nicht über ein gültiges Budget verfügte (und darum die Staatsparks geschlossen werden mussten), und 2020 fiel er wegen der COVID-19-Pandemie aus.

## Beschreibung des Rennens
Als einer der härtesten Laufwettbewerbe der Welt bieten die Barkley Marathons mehrere Schwierigkeiten. Beispiele dafür sind:
- die Strecke wird jedes Jahr etwas verändert; frühere Teilnehmer können sich somit nur in beschränktem Umfang auf ihre Erfahrungen verlassen
- der Lauf ist einem Orientierungslauf ähnlich; die Läufer müssen sich auf der oft weglosen Strecke mit einer Landkarte und einem Kompass orientieren
- der unvermeidliche Schlafmangel
- die Läufer sind oft alleine und erhalten kaum Unterstützung
- das während des Laufs wechselhafte Wetter; im Frühjahr können sich im betreffenden Gebiet Wärme, Nebel und Frost rasch abwechseln
- die geforderte mentale Stärke: ein sehr guter Läufer zu sein reicht allein nicht aus.

Diese für Ultramarathons teils untypischen Anforderungen führen dazu, dass bekannte Ultralangstreckenläufer kaum jemals an den Barkley Marathons teilnehmen.

### Registrierung
Der Lauf ist jeweils auf rund 40 Athleten beschränkt; die verfügbaren Plätze sind schnell ausgebucht. Die genauen Teilnahmebestimmungen werden über längere Zeit geheim gehalten. Potenzielle Teilnehmer müssen einen Aufsatz mit dem Titel „Warum ich am Barkley teilnehmen darf“ verfassen, eine Gebühr in Höhe von 1,60 Dollars bezahlen, und andere, stets wechselnde Bedingungen einhalten.
Wird ein Teilnehmer angenommen, erhält er vom Organisator ein Kondolenzschreiben. Erstmalige Teilnehmer, Jungfrauen genannt, müssen ein Nummernschild ihres Heimatstaates beziehungsweise ihres Heimatlandes mitbringen. Läufer, die schon in früheren Jahren teilgenommen haben, müssen zusätzlich Gegenstände wie weiße T-Shirts oder Socken als Geschenke mitbringen, je nach Wunsch von Gary Cantrell. Hat der Läufer bei einer früheren Teilnahme die Strecke innerhalb des Zeitlimits gemeistert, bringt er eine Packung Camel-Zigaretten mit. Die Startnummer 1 erhält jener Teilnehmer, welcher nach Ansicht des Organisators die geringste Chance hat, die erste Runde zu überstehen.

### Strecke
Die Strecke ist nicht markiert und besteht aus einer 20 Meilen langen Runde. Die Läufer werden nicht versorgt, abgesehen von zwei Stationen, bei denen Wasser vorhanden ist. Die Runde beginnt (und endet) am gelben Tor des Parkplatzes, auf welchem die Fahrzeuge der Teilnehmer und Helfer abgestellt sind.
Teilnehmer des 100-Meilen-Rennens absolvieren die Runde fünf Mal; die Runden 3 und 4 müssen in  Gegenrichtung zu den ersten beiden Runden gelaufen werden. Der erstplatzierte Läufer wählt, in welcher Richtung er die fünfte Runde läuft. Die nachfolgenden Läufer wechseln in der Richtung jeweils ab.
Mit insgesamt etwa 16.500 Höhenmetern im Anstieg ist der 100-Meilen-Lauf eine der schwierigsten Ultramarathon-Strecken.

### Start und Vorschriften
Vor dem Start dürfen die Teilnehmer von einer Streckenkarte, die dem Organisator gehört, Informationen in ihr eigenes Kartenmaterial übertragen.

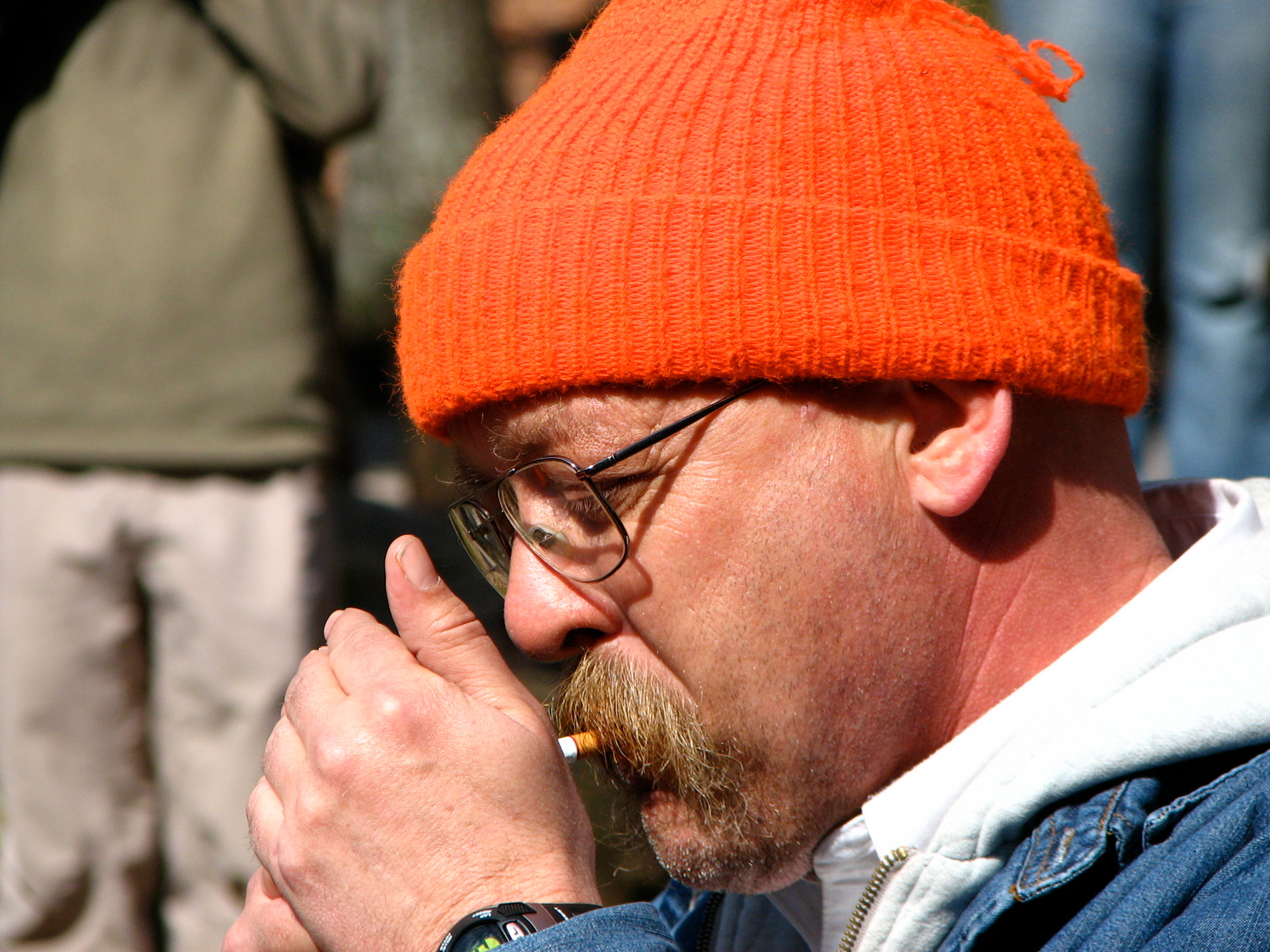
Startschuss: Gary Cantrell zündet seine Zigarette an.

Der Wettlauf beginnt zu einer beliebigen Zeit zwischen Mitternacht und Mittag, die den Teilnehmern im Vorfeld nicht bekannt ist. Wenn der Renndirektor das Schneckenhorn bläst, haben die Läufer noch eine Stunde Zeit für ihre Vorbereitungen. Das Rennen beginnt, wenn der Renndirektor eine Zigarette anzündet.
Die Läufer müssen auf der Rundstrecke jeweils 9 bis 14 Bücher ansteuern und diejenige Seite herausreißen, die ihrer Startnummer entspricht. Sie erhalten zu Beginn jeder Runde eine andere Startnummer. Die Buchseiten dienen als Beweis, dass sie die geforderte Strecke gelaufen sind. Die Buchtitel sind traditionell Anspielungen und zeugen von schwarzem Humor.
Auf der Strecke dürfen die Läufer nur von anderen Läufern unterstützt werden. Nur zwischen den Runden dürfen die Läufer von anderen Personen Hilfe annehmen, um nicht disqualifiziert zu werden. Telefone und GPS-fähige Geräte sind nicht erlaubt. Es ist auch nicht erlaubt, die einmal begonnene Runde zu unterbrechen, um im Camp Gegenstände aufzunehmen.
Scheidet ein Läufer aus dem Rennen aus, wird von einem Trompeter Taps gespielt.

### Statistik

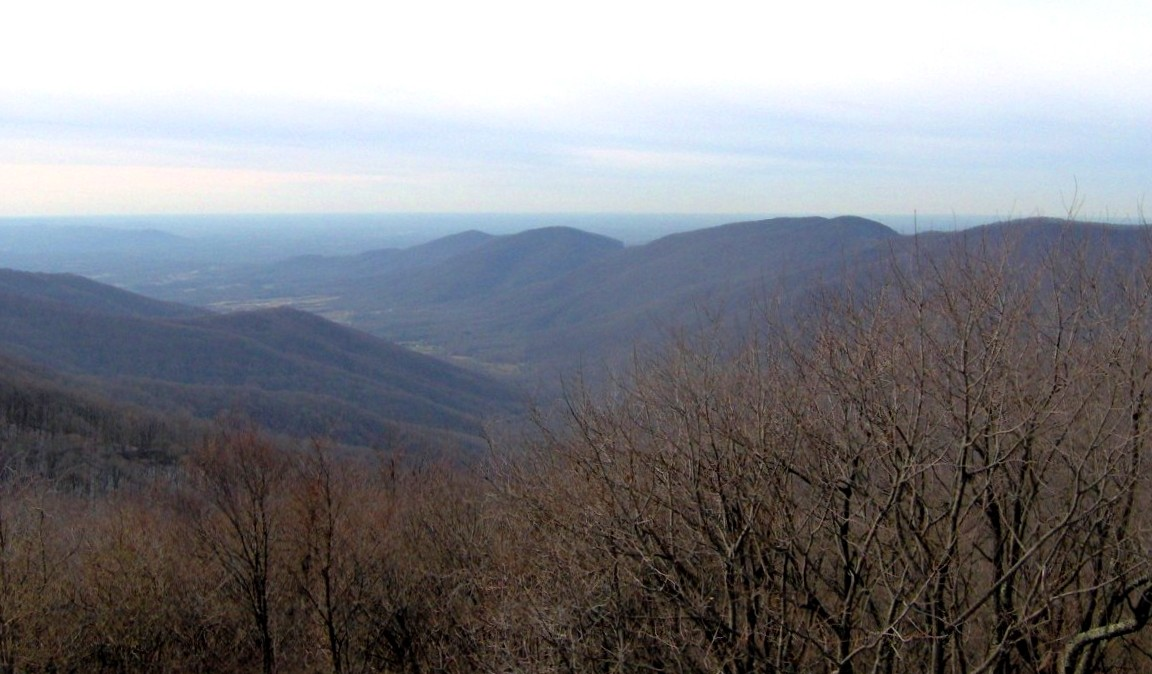
Das Gelände im Frozen Head State Park

Um die fünf Runden in 60 Stunden zu bewältigen, müssen die Teilnehmer mit durchschnittlich 2,7 km/h unterwegs sein, das entspricht einem Pace von 22 Minuten pro Kilometer. Berücksichtigt man die rund 16.500 Höhenmeter Aufstieg, ist die Strecke aber 326 Leistungskilometer lang. Über 60 Stunden muss also, trotz Pausen und Verpflegung, ein durchschnittlicher Pace von 11 Minuten/km aufrechterhalten werden.
Bei mehr als tausend Teilnahmen wurde das 60-Stunden-Zeitlimit 21 Mal eingehalten, und zwar von 17 verschiedenen Läufern. Im Jahr 2006 konnte niemand beide Limits einhalten.
Jasmin Paris kam am 22. März 2024 als bisher einzige Frau innerhalb des Zeitlimits ins Ziel. Sue Johnston begann im Jahr 2001 als erste Frau die vierte Runde und legte 106 Kilometer zurück.
Von den 1.000 Teilnehmern hatten schon 30 das erste Buch – das zwei Meilen vom Start entfernt ist – nicht erreicht.
2023 war ein bemerkenswertes Jahr in der Geschichte des Wettbewerbs:
Eine Rekordzahl von sechs Läufern startete auf Runde vier, darunter Jasmin Paris als erst zweite Frau in der Geschichte des Laufes. Zum ersten Mal gingen vier Läufer auf die fünfte Runde und erst zum zweiten Mal beendeten drei Läufer alle fünf Runden:
- John Kelly (Finisher 2017, 2023 und 2024, „Fun Run“ Finisher 2015, 2016 und 2019) ist einer von drei Läufern, die das Rennen bisher mehr als ein Mal beenden konnten.
- Für Aurélien Sanchez war es die erste Teilnahme an diesem Wettbewerb. Beim Finish fehlte ihm eine Seite aus einem Buch, das ein Wanderer weggenommen hatte. Sanchez markierte die Stelle, an der das Buch sein sollte, mit Steinen und wurde dadurch gewertet.
- Der Belgier Karel Sabbe überquerte bei seinem dritten Barkley-Start („Fun Run“ Finisher 2019 und 2022) die Ziellinie lediglich 6½ Minuten vor Ablauf des Zeitlimits – die langsamste Zielzeit in der Geschichte des Wettbewerbs, die aber ein Jahr später von Jasmin Paris mit 59:58:21 noch übertroffen wurde.

Als ältester Starter ging der 75 Jahre alte Ed Furtaw auf die Strecke: Er hatte den Wettbewerb 1988 als erster beendet, als die Streckenlänge ca. 55 Meilen betrug, und er hatte auch die Idee mit den Buch-Kontrollpunkten, mit denen der Nachweis für die Strecke erbracht wird. 2023 war er der erste, der bereits auf der ersten Runde frühzeitig ins Camp zurückkam.

## Laufabsolventen
Mit Abschluss der Veranstaltung 2025 haben 20 Läufer 26 Mal die volle Distanz, bestehend aus fünf Runden, innerhalb des Zeitlimits gemeistert.
| Jahr | Name                  | Zeit     | Bemerkungen       |
| ---- | --------------------- | -------- | ----------------- |
| 1995 | Mark Williams         | 59:28:48 | Erster Absolvent  |
| 2001 | David Horton          | 58:21:00 | Neuer Rekord      |
| 2001 | Blake Wood            | 58:21:01 |                   |
| 2003 | Ted „Cave Dog“ Keizer | 56:57:52 | Neuer Rekord      |
| 2004 | Mike Tilden           | 57:25:18 |                   |
| 2004 | Jim Nelson            | 57:28:25 |                   |
| 2008 | Brian Robinson        | 55:42:27 | Neuer Rekord      |
| 2009 | Andrew Thompson       | 57:37:19 |                   |
| 2010 | Jonathan Basham       | 59:18:44 |                   |
| 2011 | Brett Maune (1)       | 57:13:33 |                   |
| 2012 | Brett Maune (2)       | 52:03:08 | Aktueller Rekord  |
| 2012 | Jared Campbell (1)    | 56:00:16 |                   |
| 2012 | John Fegyveresi       | 59:41:21 |                   |
| 2013 | Nick Hollon           | 57:39:24 |                   |
| 2013 | Travis Wildeboer      | 58:41:45 |                   |
| 2014 | Jared Campbell (2)    | 57:53:20 |                   |
| 2016 | Jared Campbell (3)    | 59:32:30 |                   |
| 2017 | John Kelly (1)        | 59:30:53 |                   |
| 2023 | Aurélien Sanchez      | 58:23:12 |                   |
| 2023 | John Kelly (2)        | 58:42:23 |                   |
| 2023 | Karel Sabbe           | 59:53:33 |                   |
| 2024 | Ihor Verys            | 58:44:49 |                   |
| 2024 | John Kelly (3)        | 59:15:38 |                   |
| 2024 | Jared Campell (4)     | 59:30:32 |                   |
| 2024 | Greig Hamilton        | 59:38:42 |                   |
| 2024 | Jasmin Paris          | 59:58:21 | Erste Absolventin |